# Magnolia albosericea
Magnolia albosericea este o specie de plante din genul Magnolia, familia Magnoliaceae, descrisă de Woon Young Chun și C.H.Tsoong. Conform Catalogue of Life specia Magnolia albosericea nu are subspecii cunoscute.